# Великие Луки (Сумская область)
Вели́кие Лу́ки (укр. Великі Луки) — село,
Катериновский сельский совет,
Лебединский район,
Сумская область,
Украина.
Код КОАТУУ — 5922984602. Население по переписи 2001 года составляло 20 человек.

## Географическое положение
Село Великие Луки находится у истоков реки Ольшанка, выше по течению на расстоянии в 2 км расположено село Верхнее, ниже по течению примыкает село Саево (Недригайловский район).

## Достопримечательности
- Степной заповедник «Михайловская целина», площадь более 200 га.